# Aéroport international de Glasgow
Pour les articles homonymes, voir Aéroport de Glasgow et GLA.
L'Aéroport de Glasgow (aussi connu sous le nom de l'Aéroport International de Glasgow, (code IATA : GLA • code OACI : EGPF), est un aéroport international en Écosse, situé à 11 km du centre-ville de Glasgow. En 2014, l'aéroport a accueilli environ 7,7 millions de passagers, une augmentation de 4,8 % par rapport à 2013, faisait cet aéroport le second en Écosse, après celui d'Édimbourg, et le huitième au Royaume-Uni. C'est le principal aéroport pour entrer en Écosse pour les vols transatlantiques et direct long-courrier.
L'aéroport est dirigé et exploité par AGS Airports, qui exploite aussi les aéroports d'Aberdeen et de Southampton. Précédemment, il était dirigé et exploité par Heathrow Airport Holdings (aussi connu comme BAA). Les principaux locataires de l'aéroport sont British Airways et Loganair (actuellement utilisé par Flybe), l'utilise comme un hub. D'autres compagnies aériennes majeures utilisant cet aéroport comme une base sont Flybe, EasyJet, Jet2, Thomas Cook Airlines et Thomson Airways.
L'aéroport de Glasgow ouvre ses portes en 1966 et avant les vols étaient exploités uniquement au Royaume-Uni et en Europe. Le British Airports Authority (BAA) prend le contrôle the l'aéroport en 1975 et quand BAA a privatisé dans les années 1980, l'aéroport de Glasgow commença à offrir d'autres vols autour du monde, ces vols étaient utilisés à l'aéroport de Glasgow Prestwick, qui a ensuite été relégué comme le secondaire aéroport de restauration pour les compagnies aériennes low cost , de fret et exploitants de vols charters.

## Histoire

### Aujourd'hui
Le terminal est divisé en trois jetées : West (International), Central (Domestique) et East ( Low-cost, Ireland et île écossaises)
La jetée Central, qui a la partie original du bâtiment de 1966, est maintenant utilisé pour les destinations domestiques. British Airways est basé dans l'extension de la jetée de 1971, avec les vols à Heathrow et Gatwick sont ceux qui font la majorité du trafic. Il y a le salon de British Airways, Flybe utilise aussi cette jetée.
La jetée East, construite dans les années 1970, elle était initialement utilisée pour les vols internationaux mais dans les années récentes, elle a été redéveloppée pour l'utilisation d'EasyJet et Loganair aussi bien que les vols charters. La plupart de vols vers la République de l'Irlande et l'Irlande du Nord utilisent cette jetée. Aucune des aires de stationnement n'ont des passerelles télescopiques. La majorité des utilisateurs de cette jetée sont Aer Arann, Aer Lingus, Loganair et EasyJet.
La jetée West, construite comme un projet d'extension en 1989, est le principal point de départs pour les vols internationaux et longs-courriers, avec quelques portes pouvant accueillir des Boeing 747. Le plus grand appareil qui utilise l'aéroport régulièrement sont les Boeing 777-300ER de la flotte d'Emirates. Le 10 avril 2014, l'aéroport a accueilli l'A380 d'Emirates pour le 10e anniversaire de la ligne à Dubai.
Les travaux ont commencé fin 2007, pour Skyhub (situé entre le terminal principal et le terminal 2) qui consiste à créer un seul endroit pour le contrôle de sécurité, au lieu de trois pour chaque jetée. Les avantages de cette action sont d'élargir et de construire des boutiques, restaurants et aménagements (toilettes...). Ceux-ci créent plus de place pour le salon d'embarquement mais  on ne peut plus voir l'aire de stationnement des avions, donc inaccessible pour les amateurs et spectateurs.
L'aéroport est la base pour la compagnie régionale de Loganair, actuellement un fournisseur de Flybe, qui ont leurs bureaux situés sur place. British Airways a un hangar de maintenance, capable de travailler sur des A320 et aussi de cargo
La Royal Air Force a aussi sa base dans l'aéroport ; elle l'utilise comme centre de recrutement.
En 2007, Glasgow devient le second aéroport le plus fréquenté d'Écosse comme le nombre de passagers a été dépassé par ceux de l'aéroport d'Édimbourg.
Icelandair a temporairement déplacé sa flotte de l'aéroport de Keflavík à Glasgow à cause de l'eruption de Eyjafjallajökull en 2010.
En octobre 2014, Heathrow Airports Holdings a cherché un accord pour vendre l'aéroport avec celui de Southampton et d'Aberdeen  pour 1 milliard de £
Air France a ouvert le 27 mars 2016 un vol quotidien depuis et vers Paris-CDG, vol exploité en A318.

## Situation

### Carte des aéroports d'Écosse
| Aberdeen Barra Benbecula Campbeltown Colonsay Dundee Eday Édimbourg Fair Isle Foula Glasgow Glasgow-Prestwick Inverness Islay Kirkwall North Ronaldsay Oban Papa Westray Sanday Stornoway Stronsay Sumburgh Tingwall Tiree Westray Wick |

## Galerie

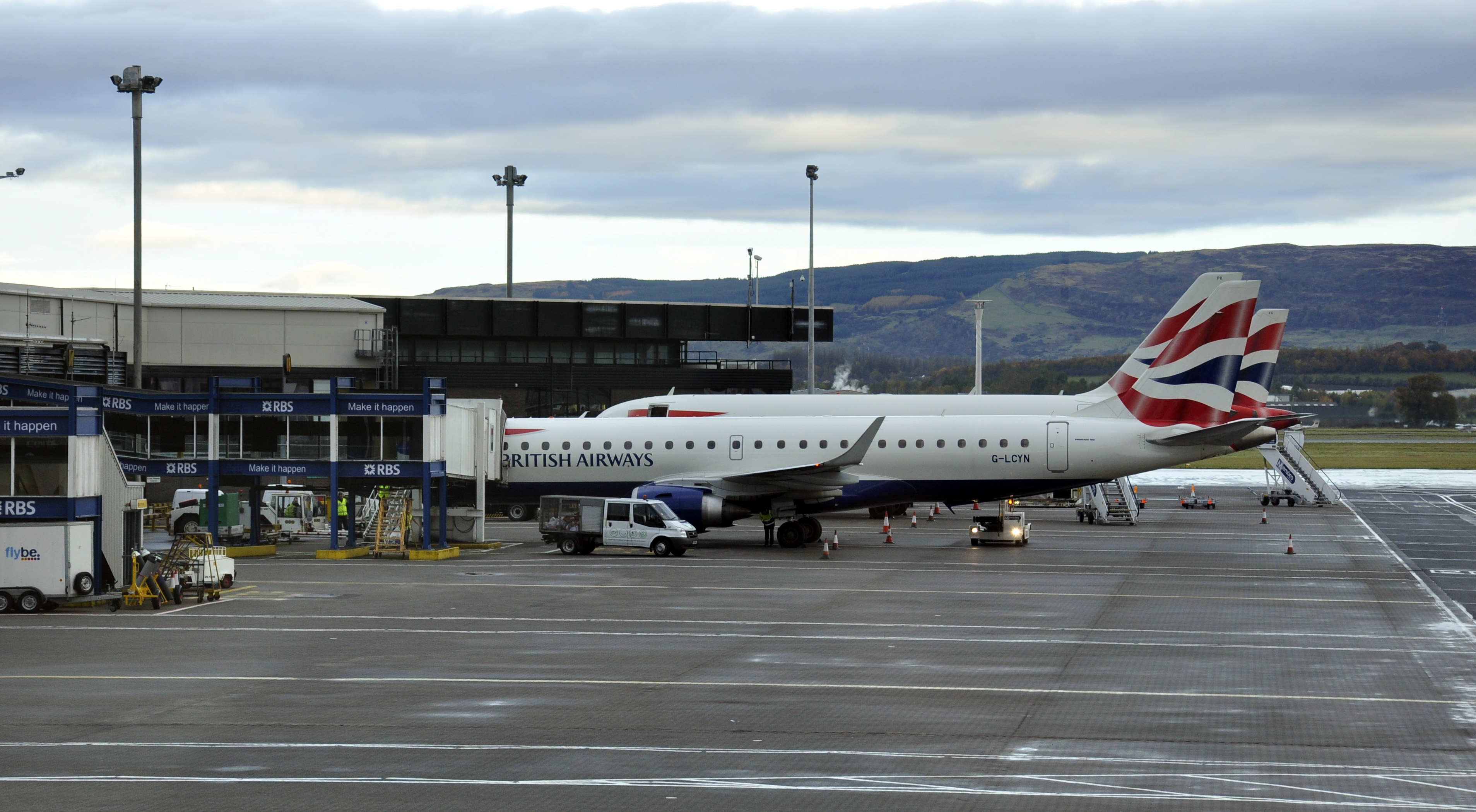
Alignement d'appareils de British Airways
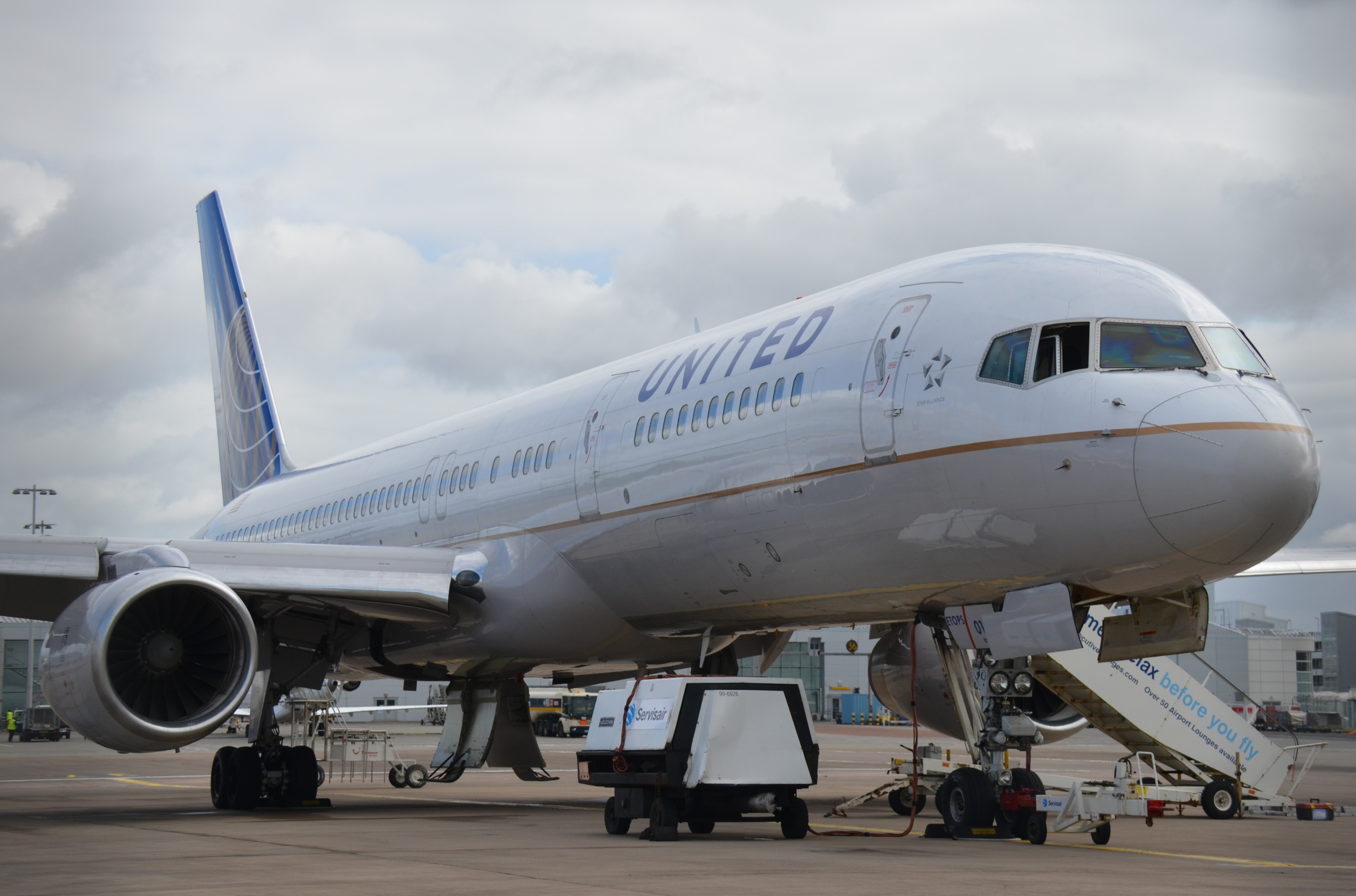
Un 757 de la compagnie United.
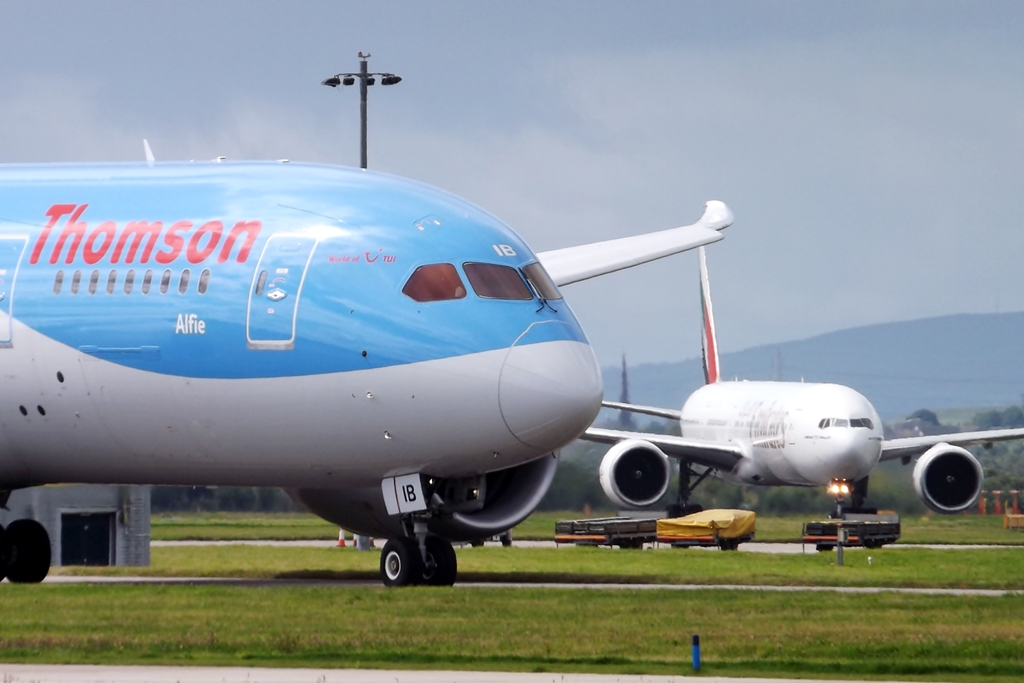
Un Thomson Airways 787 et un Emirates 777.
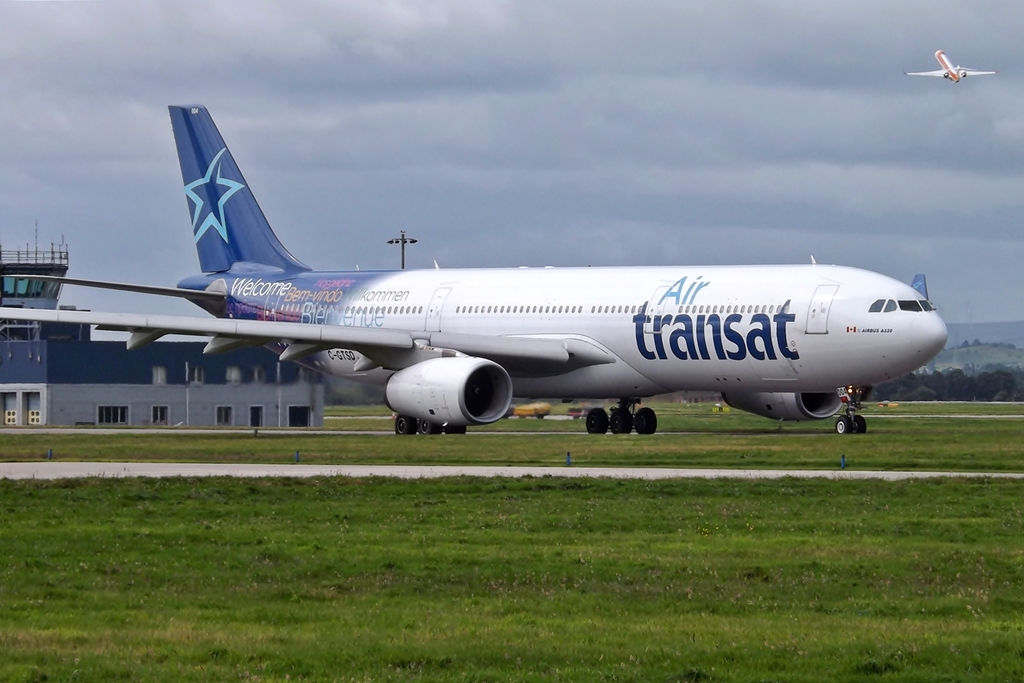
Un A330 d'Air Transat.

## Compagnies aériennes et destinations

### Passagers
| Compagnies        | Destinations |
| ----------------- | --- |
| Aer Lingus        | Belfast-G. Best, Dublin |
| Air Transat       | Toronto (Pearson) |
| BH Air            | En saison: Bourgas |
| British Airways   | Londres-City, Londres-Gatwick, Londres-Heathrow En saison charter : Alicante-Elche, Minorque-Mahón |
| Corendon Airlines | En saison : Antalya |
| easyJet           | - Alicante-Elche, - Amsterdam, - Belfast-G. Best, - Belfast, - Berlin-Brandebourg, - Birmingham, - Bristol, - Faro, - Jersey, - Londres-Gatwick, - Londres-Luton, - Londres-Stansted, - Malaga-Costa del Sol, - Paris-Charles de Gaulle En saison : - Agadir-Al Massira, - Barcelone-El Prat, - Bordeaux-Mérignac, - Dalaman, - Genève-Cointrin, - Kos, - La Canée I.-Daskaloyánnis, - Las Palmas/Gran Canaria, - Lisbonne-H. Delgado, - Newquay Cornouailles, - Palma de Majorque, - Porto-F. Sá-Carneiro, - Ténériffe-Sud Reine Sofia                                                                                                   |
| Emirates          | Dubaï |
| Icelandair        | Reykjavik-Keflavík |
| Jet2.com          | - Alicante-Elche, - Antalya, - Fuerteventura, - Lanzarote-Arrecife, - Las Palmas/Gran Canaria, - Madère-C. Ronaldo, - Malaga-Costa del Sol, - Rome Léonard-de-Vinci/Fiumicino, - Ténériffe-Sud Reine Sofia En saison : - Bodrum-Milas, - Bourgas , - Corfou-I. Kapodístrias, - Cracovie-Jean-Paul II, - Dalaman, - Faro, - Genève-Cointrin, - Gérone-Costa Brava, - Héraklion-N. Kazantzákis, - Ibiza, - Izmir-A. Menderes , - Céphalonie, - Kos , - Larnaca, - Malte, - Minorque-Mahón, - Naples-Capodichino , - Palma de Majorque, - Paphos, - Prague-Václav-Havel, - Reus, - Reykjavik-Keflavík, - Rhodes-Diagoras, - Zante D.-Solomós |
| KLM               | Amsterdam |
| Loganair          | - Barra, - Benbecula, - Campbeltown, - Derry, - Exeter, - Islay, - Kirkwall, - Southampton, - Stornoway, - Sumburgh, - Tiree En saison : Donégal-Carrickfinn |
| Lufthansa         | Francfort |
| Play              | Reykjavik-Keflavík |
| Ryanair           | Alicante-Elche, Charleroi Bruxelles-Sud, Cracovie-Jean-Paul II, Dublin, Malaga-Costa del Sol En saison: Varsovie-Modlin (Mazovie), Wrocław-N. Copernic |
| TUI Airways       | Alicante-Elche, Lanzarote-Arrecife, Las Palmas/Gran Canaria, Sal-A. Cabral, Ténériffe-Sud Reine Sofia En saison : - Antalya, - Bridgetown-Grantley-Adams, - Cancún, - Chambéry, - Charm el-Cheikh, - Corfou-I. Kapodístrias, - Dalaman, - Dubrovnik, - Enfidha-Hammamet, - Ibiza, - Malaga-Costa del Sol, - Orlando-Melbourne, - Minorque-Mahón, - Montego Bay-Donald Sangster, - Naples-Capodichino, - Palma de Majorque, - Paphos, - Reus, - Rhodes-Diagoras, - Salzbourg-W. A. Mozart, - Turin S.-Pertini (Caselle), - Vérone - Villafranca, - Zante D.-Solomós                                                                        |

Édité le 31/12/2018  Actualisé le 27/03/2023

## Projets
En 2005, BAA a publié un document de consultation  pour le développement de l'aéroport. Le document de consultation comprenait des propositions pour une deuxième piste parallèle à et au nord-ouest de la piste 05/23 existante; réaménagement et agrandissement de la jetée Est (à faible coût) pour se connecter directement au terminal 2; et une jetée internationale supplémentaire à l'ouest de la jetée internationale existante. Un nouveau terminal ferroviaire était prévu, joint au terminal passagers de l'aéroport et au parking à plusieurs étages . Le 29 novembre 2006, le Parlement écossaisa donné le feu vert à la nouvelle gare dans le cadre de la liaison ferroviaire de l'aéroport de Glasgow à la gare centrale de Glasgow, qui devait être achevée en 2011. Cependant, le 17 septembre 2009, en raison de l'escalade des coûts, le projet a été annulé par le gouvernement écossais .
Les plans de BAA, qui devraient coûter quelque 290 millions de livres sterling au cours des 25 prochaines années, répondent à un triplement prévu du nombre annuel de passagers transitant par l'aéroport d'ici 2030. Le chiffre actuel de 9,4 millions de passagers transitant par l'aéroport devrait atteindre plus de 24 millions d'ici 2030.
À la fin de 2017, il est prévu de construire une liaison tram-rail qui reliera le centre-ville à l'aéroport avec des plans déjà en cours pour commencer la construction du projet.

## Statistiques
Le nombre de passagers à l'aéroport de Glagow a atteint plus de 8,8 millions de personnes en 2006. Mais ce nombre a fortement baissé jusqu'en 2010, avec 6,5 millions de passagers. Depuis, le nombre a augmenté a 7,4 millions en 2013.
Le graphique qui aurait dû être présenté ici ne peut pas être affiché car il utilise l'ancienne extension Graph, désactivée pour des questions de sécurité. Des indications pour créer un nouveau graphique avec la nouvelle extension Chart sont disponibles ici.

Voir la requête brute et les sources sur Wikidata.
|      | Nombre de passagers | Nombre de mouvements d'appareils | Cargo (Tonnes) |
| ---- | ------------------- | -------------------------------- | -------------- |
| 1997 | 6 117 006           |                                  |                |
| 1998 | 6 566 927           |                                  |                |
| 1999 | 6 813 955           |                                  |                |
| 2000 | 6 965 500           |                                  |                |
| 2001 | 7 292 327           |                                  |                |
| 2002 | 7 803 627           |                                  |                |
| 2003 | 8 129 713           |                                  |                |
| 2004 | 8 575 039           |                                  |                |
| 2005 | 8 792 915           |                                  |                |
| 2006 | 8 848 755           |                                  |                |
| 2007 | 8 795 653           |                                  |                |
| 2008 | 8 178 891           |                                  |                |
| 2009 | 7 225 021           |                                  |                |
| 2010 | 6 548 865           |                                  |                |
| 2011 | 6 880 217           |                                  |                |
| 2012 | 7 157 859           |                                  |                |
| 2013 | 7 363 764           |                                  |                |
| 2014 | 7 715 988           |                                  |                |
|      |                     |                                  |                |